# Henri Poincaré (nave misurazioni)
La Henri Poincaré (dal nome del matematico francese Henri Poincaré), unica unità della sua classe, era una nave per misurazioni (Bâtiment d'Essais et de Mesures - BEM) della marina francese, che ha svolto un ruolo importantissimo nello sviluppo del programma missilistico francese relativo ai missili a medio raggio sia terrestri che imbarcati.
La sua origine è stata molto inusuale per una nave militare, infatti venne completata come petroliera in un cantiere navale italiano, ma venne ricostruita nel periodo 1965-1967 a Brest, dopo di che venne allestita come unità per il supporto delle sperimentazioni della forza di dissuasione nucleare francese.
La sua propulsione, una sola turbina ad ingranaggi su un asse, è tipica delle costruzioni navali dell'epoca in campo civile, con limiti non indifferenti nella manovrabilità e resistenza ai danni, ma il suo scopo è di operare in ruoli ben distanti dalla prima linea.
La sua dotazione di sensori riguarda alcuni radar di navigazione, ma soprattutto un set di sistemi elettronici che, dopo l'aggiornamento del 1979-1980, riguardava: 1 radar di inseguimento Savoie, 2 radar di inseguimento Gascogne, tutti sistemati, con le loro grandi antenne, sul ponte di prua. Una stazione di telerilevamenti, apparecchiature per il calcolo del punto nave astronomiche (all'epoca non esisteva il GPS), un teodolite con macchina da presa, un set di rilevamento ad infrarossi, un sistema Syracuse di comunicazione satellitare (standard della marina francese), un sistema di navigazione Transit, una stazione meteorologica, un sistema di elaborazione dati, un sonar a scafo. Per compiti di collegamento e rifornimento esiste a poppa un hangar e un ponte di volo per 2 elicotteri.
La Poincaré è divenuta la nave di bandiera della Forza M, incaricata di studiare le traiettorie di rientro dei missili balistici nell'atmosfera, fase notoriamente critica per le testate missilistiche. Essa ha la possibilità di farlo, grazie alla sofisticata strumentazione di bordo di cui sopra.
L'Hull classification symbol, sarebbe AGM - Missile Range Instrumentation Ship o tracking ship, una particolare tipo di nave che rientra nella più generica classificazione di nave spia.
La nave è stata sostituita dalla Monge nel 1992.